# سبرلينغا
اسبرلنكة أو سبرلينغا (بالإيطالية: Sperlinga)‏ هي بلدية في مقاطعة إنا في صقلية الإيطالية.

## السكان
في سنة 1861 بلغ عدد السكان 1٬760 نسمة، وتطور العدد ليصل في سنة 2011 لـ 833 نسمة.
يظهر هذا المخطط البياني تطور النمو السكاني لـ سبرلينغا